# Washington Boulevard
Washington Boulevard – najdłuższa ulica w Los Angeles, licząca 27,4 mi (44,1 km), przecinająca miasto z zachodu na wschód. Swój bieg rozpoczyna przy Oceanie Spokojnym w Marina del Rey kończy się w mieście Whittier. 
Washington Boulevard przecina następujące miasta i dzielnice w południowej części Hrabstwa Los Angeles: Marina del Rey, Ladera Heights, Culver City, South Los Angeles, City of Commerce, Montebello, Pico Rivera, Los Nietos i Whittier. Jest także granicą pomiędzy Venice i Marina del Rey.

## Komunikacja
Część przebiegu ulicy pokrywa się z trasą niebieskiej linii metra, tory biegną pomiędzy jezdniami i znajdują się przy niej następujące stacje: 
- Grand,
- San Pedro
- Washington.

Ulicę przecina też linia Expo, która obsługuje stację blisko skrzyżowania z National Boulevard: 
- Culver City

Arterią jeżdżą też następujące linie autobusowe: 
- Culver City Transit:1
- Metro Local: 35
- Montobello Transit: 50